# Port lotniczy Mongo
Port lotniczy Mongo – port lotniczy położony w Mongo, w Czadzie.